# 比本咖啡馆
比本咖啡馆（Café Bibent）是法国上加龙省图卢兹的一家餐厅、咖啡馆，位于市政厅广场（place du Capitole）5号。

## 历史
这座建筑可以追溯到19世纪，咖啡馆建于1843年左右，但根据图卢兹市档案馆的说法， 这座建筑由让-凯瑟琳·比本（Jean-Catherine Bibent）创建，在1870年将咖啡馆移交给儿子纳西丝·莱昂（Narcisse Leon）。它的灰泥装饰是美好年代的特色。1975年，这座建筑因其内部装饰而被列为法国历史遗迹。
20世纪70年代中期，当时的所有者埃米尔·拉普贾德（Emile Lapoujade）计划对咖啡馆进行全面翻新，以实现现代化。第二帝国时代的装饰都将清除。然而，当地的强大动员成功地拯救了建筑师让·帕斯卡尔·维勒本特（Jean Pascal Virebent）的作品，1975年10月29日的法令，将其列入法国历史遗迹的补充清单。
1986年，咖啡馆扩大到三层。新的客户群取代了学生和艺术家。

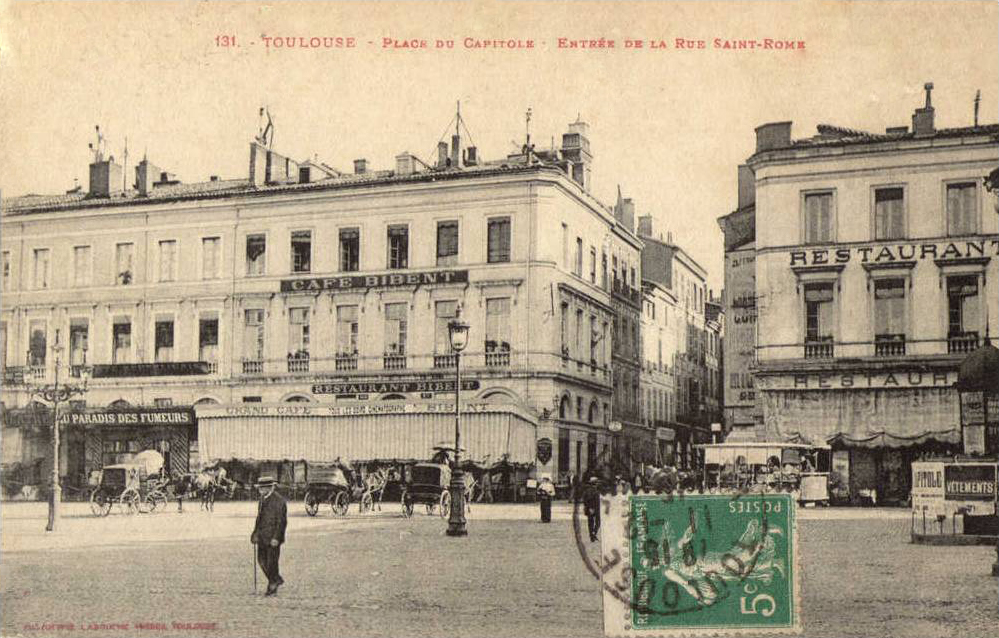
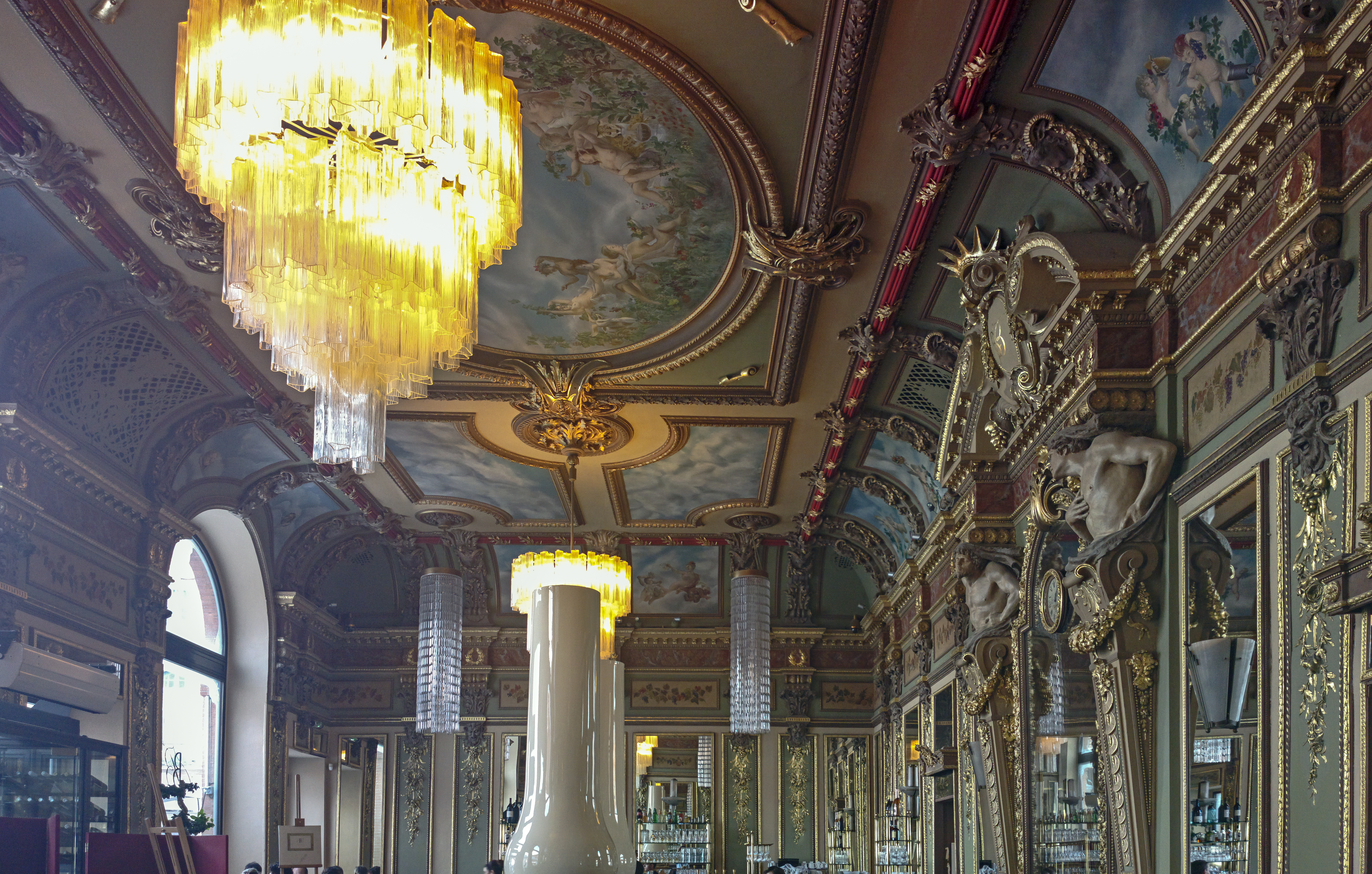

1999年，蒂埃里·奥尔达克集团（Groupe Thierry Oldak）收购了比本咖啡馆，要让市政厅广场最著名的酒馆焕发新生，以传统、美味的菜肴，顶尖的现代性和苛刻的服务，为客人提供美味佳肴。2009年，该集团与遗产建筑师阿克塞尔·莱泰利尔（Axel Letellier）和明星厨师克里斯蒂安·康斯坦特（Christian Constant）合作。建筑公司和装饰师 Béatrice Gayral进行了翻新，恢复了原来的颜色：绿色、红色和金色。穆拉诺的镜子和枝形吊灯保留下来，以示对图卢兹最古老的咖啡馆的艺术和精神的尊重。2011年6月9日，比本咖啡馆重新开业。2019年，厨师延恩·加扎尔（Yann Ghazal）加入了比本咖啡馆的厨房。

## 轶事
这是法国图卢兹第一家供应生啤酒的咖啡馆（1861年）。20世纪初，当时的市议员兼副市长尚·饶勒斯在那里为《快报》撰写文章。具有讽刺意味的是，1914年初，三名塞尔维亚学生在比本咖啡馆的露台上设计了暗杀计划，计划于6月28日在萨拉热窝杀害奥地利皇储弗朗茨·斐迪南大公。也许他们在隔壁的桌子上遇到了和平主义者饶勒斯。.